# Sebastes minor
Sebastes minor är en fiskart som beskrevs av Vladimir V. Barsukov 1972. Sebastes minor ingår i släktet Sebastes och familjen kungsfiskar. Inga underarter finns listade i Catalogue of Life.